# Ficción de espionaje

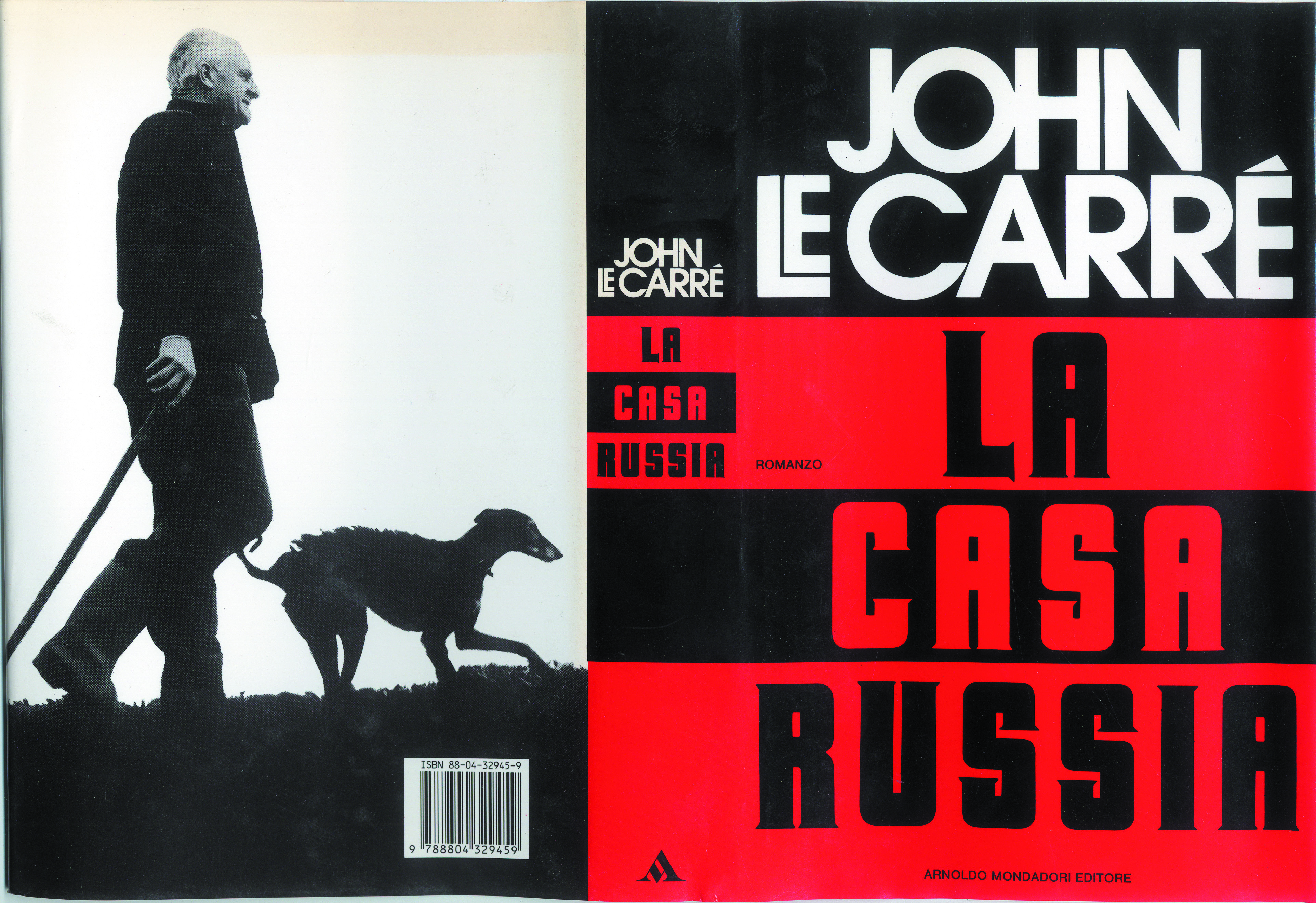
La casa de Rusia, una película del género ficción de espionaje

La ficción de espionaje (en inglés, spy fiction) es un género literario en el que el espionaje es un elemento importante del contexto o de la trama. Surgió a principios del siglo XX, inspirado por las rivalidades e intrigas entre las grandes potencias y la creación de las modernas agencias de inteligencia. Recibió un nuevo impulso con el desarrollo del fascismo y el comunismo en el periodo previo a la Segunda Guerra Mundial, continuó desarrollándose durante la Guerra Fría y recibió un nuevo impulso con la aparición de estados canallas, organizaciones criminales internacionales, redes terroristas globales, piratería marítima y el sabotaje y espionaje tecnológicos como potentes amenazas para las sociedades occidentales.
Como género, la ficción de espionaje está relacionada temáticamente con la novela de aventuras (El prisionero de Zenda, 1894, La Pimpinela Escarlata, 1905), el thriller (como las obras de Edgar Wallace) y el thriller político-militar (La herencia Schirmer, 1953, El americano tranquilo, 1955).

## Antecedentes
El comentarista William Bendler señaló que:
"el capítulo 2 del Libro de Josué de la Biblia hebrea podría considerarse la primera historia de espías de la literatura universal. (...) Tres mil años antes de que James Bond sedujera a Pussy Galore y la convirtiera en su aliada contra Goldfinger, los espías enviados por el general Josué a la ciudad de Jericó hicieron más o menos lo mismo con Rahab la Ramera".

## SigloXIX
La ficción de espionaje como género empezó a surgir durante el siglo XIX. Los primeros ejemplos de novela de espionaje son El espía (1821) y El Bravo (1831), del novelista estadounidense James Fenimore Cooper. El Bravo ataca el antirrepublicanismo europeo, al describir Venecia como una ciudad-estado donde una oligarquía despiadada lleva la máscara de la "república serena".
En la Francia del siglo XIX, el asunto Dreyfus (1894-99) contribuyó en gran medida a despertar el interés público por el espionaje. Durante unos doce años (1894-1906), el asunto, que incluía elementos de espionaje internacional, traición y antisemitismo, dominó la política francesa. La prensa mundial se hizo eco de los detalles: un agente encubierto de la Alemania Imperial que traicionaba a Alemania los secretos del Estado Mayor del Ejército francés; la réplica del contraespionaje francés de enviar a una charwoman a desvalijar la basura de la embajada alemana en París, fueron noticias que inspiraron exitosas ficciones de espionaje.
Al menos dos historias de Sherlock Holmes tienen claros temas de espionaje. En La aventura del tratado naval, Holmes recupera el texto de un tratado naval secreto entre Gran Bretaña e Italia, robado por un audaz espía. En Su última reverencia, el propio Holmes actúa como agente doble, proporcionando a Alemania mucha información falsa en vísperas de la Primera Guerra Mundial.

## SigloXX
Los principales temas de un espía en los prolegómenos de la Primera Guerra Mundial eran la continua rivalidad entre las potencias coloniales europeas por el dominio de Asia, la creciente amenaza de conflicto en Europa, la amenaza interna de revolucionarios y anarquistas, y el romanticismo histórico.
Kim (1901) de Rudyard Kipling trata del "Gran Juego" anglo-ruso, que consistía en una rivalidad geopolítica y una guerra estratégica por la supremacía en Asia Central, normalmente en Afganistán. El agente secreto (1907), de Joseph Conrad, examina la psicología y la ideología que motivan a los hombres y mujeres socialmente marginados de una célula revolucionaria. Un diplomático de una embajada sin nombre (pero claramente rusa) obliga a un agente doble, Verloc, a organizar un intento fallido de bombardear el Observatorio de Greenwich con la esperanza de que se culpe a los revolucionarios. La siguiente novela de Conrad, Bajo ojos occidentales (1911), narra la historia de un espía reticente enviado por el Imperio Ruso para infiltrarse en un grupo de revolucionarios con base en Ginebra. El hombre que fue jueves (1908), de G. K. Chesterton, es un thriller metafísico basado aparentemente en la infiltración de detectives en una organización anarquista, pero la historia es en realidad un vehículo para explorar las estructuras de poder de la sociedad y la naturaleza del sufrimiento.
El detective de ficción Sherlock Holmes, creado por Arthur Conan Doyle, trabajó como cazador de espías para el gobierno británico en los relatos "La aventura de la segunda mancha" (1904) y "La aventura de los planos del Bruce-Partington" (1912). En "Su última reverencia" (1917), sirvió a la Corona y al país como agente doble, transmitiendo información falsa a la Alemania Imperial en vísperas de la Gran Guerra.
La Pimpinela Escarlata (1905), de la baronesa Orczy, narra las hazañas de un aristócrata inglés que rescata a aristócratas franceses del Reinado del Terror de la Revolución francesa (1789-99).
Pero el término "novela de espías" fue definido por El enigma de las arenas (1903), del autor irlandés Erskine Childers. El enigma de las arenas describe a dos navegantes británicos que navegan frente a la costa alemana del Mar del Norte y se convierten en espías aficionados cuando descubren un plan secreto alemán para invadir Gran Bretaña. Su éxito creó un mercado para el subgénero de la literatura de invasión, que se vio inundado por imitadores. William Le Queux y E. Phillips Oppenheim se convirtieron en los escritores británicos de ficción de espionaje más leídos y de mayor éxito, especialmente de literatura de invasión. Su estilo prosaico y sus relatos formulistas, producidos en grandes cantidades entre 1900 y 1914, resultaron de escaso mérito literario.

## Durante la Primera Guerra Mundial
Durante la Guerra, John Buchan se convirtió en el novelista de espionaje británico por excelencia. Sus relatos, muy bien escritos, describen la Gran Guerra como un "choque de civilizaciones" entre la civilización occidental y la barbarie. Entre sus novelas destacan Los treinta y nueve escalones (1915), Greenmantle (1916) y sus secuelas, todas ellas protagonizadas por el heroico escocés Richard Hannay. En Francia, Gaston Leroux publicó el thriller de espionaje Rouletabille chez Krupp (1917), en el que un detective, Joseph Rouletabille, se dedica al espionaje.

## Período de entreguerras
Tras la Revolución rusa (1917), la calidad de la ficción de espionaje disminuyó, quizá porque el enemigo bolchevique ganó la Guerra civil rusa (1917-23). Así, la historia de espionaje de entreguerras suele referirse a la lucha contra la Amenaza Roja, que se percibía como otro "choque de civilizaciones".
La ficción de espionaje estuvo dominada por autores británicos durante este periodo, inicialmente antiguos oficiales y agentes de inteligencia que escribían desde dentro del oficio. Algunos ejemplos son Ashenden: Or the British Agent (1928), de W. Somerset Maugham, que retrata con precisión el espionaje en la Primera Guerra Mundial, y The Mystery of Tunnel 51 (1928), de Alexander Wilson, cuyas novelas transmiten un retrato inquietante del primer jefe del Servicio Secreto de Inteligencia, Mansfield Smith-Cumming, el "C" original.
En el libro Literary Agents (1987), Anthony Masters escribió: "Las aventuras de Ashenden se acercan más a las experiencias de la vida real de su creador". John Le Carré describió los relatos de Ashenden como una gran influencia en sus novelas y elogió a Maugham como "la primera persona que escribió algo sobre espionaje con un aire de desencanto y realidad casi prosaica".
A un nivel más popular, con Meet the Tiger (1928) comenzó la popular y larga serie Saint, de Leslie Charteris, protagonizada por Simon Templar. Water on Brain (1933), del ex agentede inteligencia Compton Mackenzie, fue la primera novela satírica de espionaje de éxito. El prolífico autor Dennis Wheatley también escribió su primera novela de espionaje, The Eunuch of Stamboul (1935), durante este periodo.
En el falso Estado de Manchukuo, los espías aparecían a menudo en las historias publicadas en sus revistas patrocinadas por el gobierno como villanos que amenazaban Manchukuo. Manchukuo se había presentado desde su fundación en 1931 como un experimento idealista panasiático, en el que las "cinco razas" oficialmente designadas de japoneses, chinos Han, manchúes, coreanos y mongoles se habían unido para construir una sociedad utópica. Manchukuo también contaba con una importante minoría rusa, que en un principio había sido considerada como la "sexta raza", pero que había sido excluida. Las historias de espionaje de Manchukuo, como "Una mujer mestiza", del escritor Ding Na, a menudo vinculaban la disposición a servir como espías con tener una herencia mixta ruso-Han; la implicación era que las personas de ascendencia "pura" de una de las "cinco razas" de Manchukuo no la traicionarían. En "Una mujer mestiza", la villana parece inicialmente Mali, el personaje epónimo de padre ruso y madre Han, pero al final se revela que está siendo chantajeada por el verdadero villano de la historia, el espía extranjero Baoerdun, y demuestra ser leal a Manchukuo después de todo cuando le quita la pistola de la mano a Baoerdun en el clímax de la historia. Sin embargo, el relato de Ding también afirma que Baoerdun no se habría atrevido a intentar su chantaje contra una mujer han y que eligió a Mali porque era mestiza y, por tanto, "débil".
Cuando Japón invadió China en 1937, y más aún en 1941, el nivel de represión y propaganda en Manchukuo se incrementó, ya que el Estado lanzó una campaña de "guerra total" para movilizar a la sociedad para la guerra. Como parte de la campaña de "guerra total", el Estado advirtió a la gente que estuviera alerta en todo momento por si había espías; junto a esta campaña surgió una manía por las historias de espías, que igualmente advertían a la gente que estuviera alerta contra los espías. Las novelas y películas con temas de contraespionaje se hicieron omnipresentes en Manchukuo a partir de 1937. A pesar de los valores intensamente patriarcales de Manchukuo, la campaña de contraespionaje se centró en las mujeres, a las que se animaba a denunciar a la policía a cualquier persona sospechosa, con un eslogan que decía: "Las mujeres defienden dentro y los hombres defienden fuera". Las historias de espionaje de Manchukuo, como "Una mujer mestiza", solían tener protagonistas femeninas. En "Una mujer mestiza", son dos mujeres corrientes las que desarticulan la red de espionaje, en lugar de la policía de Manchukuo, como cabría esperar. El académico surcoreano Bong InYoung señaló que historias como "Una mujer mestiza" formaban parte de la campaña del Estado para hacerse con el control de "...la gobernanza de la vida privada y familiar, apoyándose en el poder de la literatura propagandística y en la movilización a escala nacional del discurso social del contraespionaje". Al mismo tiempo, observó que "Una mujer mestiza", con sus inteligentes protagonistas femeninas, parecía desafiar los valores patriarcales de Manchukuo, que presentaban a la mujer como el sexo débil necesitado de la protección y orientación masculinas. Sin embargo, Bong señaló que la verdadera heroína de "Una mujer mestiza", Shulan, es presentada como superior a Mali, ya que ella es Han, y la historia es "...de desempoderamiento femenino en el sentido de que Mali está completamente subordinada al orden racial que establece Shulan".

## Segunda Guerra Mundial
El creciente apoyo al fascismo en Alemania, Italia y España, y la inminencia de la guerra, atrajeron de nuevo a escritores de calidad a la ficción de espionaje.
El escritor británico Eric Ambler aportó un nuevo realismo a la ficción de espionaje. La frontera oscura (1936), Epitafio para un espía (1938), La máscara de Dimitrios (US: A Coffin for Dimitrios, 1939) y Viaje al miedo (1940) presentan a aficionados enredados en el espionaje. La política y la ideología son secundarias frente a la historia personal que envuelve al héroe o a la heroína. La obra de Ambler de la época del Frente popular tiene una perspectiva de izquierdas sobre las consecuencias personales de la política y la ideología "a gran escala", lo que resulta notable, dada la habitual inclinación derechista de la ficción de espionaje en defensa de las actitudes del establishment. Las primeras novelas de Ambler, Uncommon Danger (1937) y Cause for Alarm (1938), en las que espías de la NKVD ayudan al protagonista aficionado a sobrevivir, son especialmente notables entre la ficción de espionaje en lengua inglesa.
Above Suspicion (1939), de Helen MacInnes, sobre un equipo de espías antinazis, se caracteriza por una escritura literaria y unas historias trepidantes, intrincadas y llenas de suspense que transcurren en un contexto histórico contemporáneo. MacInnes escribió muchas otras novelas de espionaje a lo largo de su dilatada carrera, entre ellas Asignación en Bretaña (1942), Decisión en Delfos (1961) y Cabalga sobre un caballo pálido (1984).
Manning Coles publicó Drink to Yesterday (1940), una sombría historia ocurrida durante la Gran Guerra, que presenta al héroe Thomas Elphinstone Hambledon. Sin embargo, las novelas posteriores protagonizadas por Hambledon fueron de tono más ligero, a pesar de estar ambientadas en la Alemania nazi o en Gran Bretaña durante la Segunda Guerra Mundial (1939-45). Tras la guerra, las aventuras de Hambledon cayeron en la fórmula, perdiendo interés crítico y popular.
Los acontecimientos que condujeron a la Segunda Guerra Mundial, y la propia Guerra, siguen siendo terreno fértil para los autores de ficción de espionaje. Ejemplos notables son Ken Follett, Eye of the Needle (1978); Alan Furst, Night Soldiers (1988); y David Downing, la serie Station, que comienza con Zoo Station (2007).

## Escritores sobre la Segunda Guerra Mundial: 1939-1945
| Autor                            | Título | Editorial                | Fecha                | Notas |
| -------------------------------- | --- | ------------------------ | -------------------- | --- |
| Mashbir, Sidney                  | Yo fui un espía americano: publicado en 1953, reeditado como edición del 65 aniversario en 2019                                                    | Producciones Horizon     | 1953, reeditado 2019 | Agente de inteligencia estadounidense que desempeñó un papel importante tanto en la Primera como en la Segunda Guerra Mundial. El coronel Mashbir está incluido en el Salón de la Fama del Cuerpo de Inteligencia del Ejército. Es un pionero de la inteligencia militar y uno de los dos hombres que crearon el marco de la CIA. |
| Babington-Smith, Constance       | Espía aéreo: La historia de la inteligencia fotográfica en la Segunda Guerra Mundial                                                               |                          | 1957                 | |
| Berg, Moe                        | El receptor era un espía: La misteriosa vida de Moe Berg                                                                                           | Vintage Books            | 1994                 | — Jugador de béisbol de las Grandes Ligas y espía del Servicio Secreto de Inteligencia (SI) de la OSS en Yugoslavia |
| Bryden, John                     | El secreto mejor guardado: la inteligencia secreta canadiense en la Segunda Guerra Mundial                                                         | Lester                   | 1993                 | — |
| Doundoulakis, Helias             | Entrenado para ser espía de la OSS | Xlibris                  | 2014                 | Espía de la Inteligencia Secreta (SI) de la OSS en Grecia |
| Hall, Virginia                   | La espía de la pata de palo: la historia de Virginia Hall                                                                                          | Alma Little              | 2012                 | Espía del SOE y la OSS en Francia |
| Hinsley, F. H. y Alan Stripp     | Codebreakers: La historia de Bletchley Park | —                        | 2001                 | — |
| Hinsley, F. H.                   | Inteligencia británica en la Segunda Guerra Mundial                                                                                                | —                        | 1996                 | Versión abreviada de la historia oficial en varios volúmenes. |
| Hohne, Heinz                     | Canaris: el maestro espía de Hitler | —                        | 1979                 | |
| Jones, R. V.                     | La guerra de los magos: Inteligencia científica británica 1939-1945                                                                                | —                        | 1978                 | — |
| Kahn, David                      | Los espías de Hitler: La inteligencia militar alemana en la Segunda Guerra Mundial                                                                 | —                        | 1978                 | — |
| Kahn, David                      | Descifrar el Enigma: la carrera por descifrar los códigos de los submarinos alemanes, 1939-1943                                                    | —                        | 1991                 | FACE |
| Kitson, Simon                    | La caza de espías nazis: La lucha contra el espionaje en la Francia de Vichy                                                                       | —                        | 2008                 | — |
| Leigh Fermor, Patrick            | Secuestro de un General: La Operación Kreipe en Creta                                                                                              | New York Review Books    | 2015                 | El espía del SOE que secuestró al General Kreipe en Creta |
| Lewin, Ronald                    | La magia americana: códigos, claves y la derrota de Japón                                                                                          | —                        | 1982                 | — |
| Masterman, J. C.                 | El Sistema de Doble Frente en la Guerra de 1935 a 1945                                                                                             | Yale                     | 1972                 | — |
| Persico, Joseph                  | La guerra secreta de Roosevelt: FDR y el espionaje en la Segunda Guerra Mundial                                                                    | —                        | 2001                 | — |
| Persico, Joseph                  | Casey: Vidas y secretos de William J. Casey: de la OSS a la CIA                                                                                    | —                        | 1991                 | — |
| Pinck, Dan                       | Viaje a Pekín: Un agente secreto en la China de la guerra                                                                                          | US Naval Institute Press | 2003                 | Espía de la Inteligencia Secreta (SI) de la OSS en Hong Kong, China, durante la Segunda Guerra Mundial |
| Ronnie, Art                      | Héroe falso: Fritz Duquesne, aventurero y espía | —                        | 1995                 | ISBN 1-55750-733-3 |
| Sayers, Michael & Albert E. Kahn | ¡Sabotaje! La guerra secreta contra América | —                        | 1942                 | — |
| Smith, Richard Harris            | OSS: La historia secreta de la primera Agencia Central de Inteligencia de Estados Unidos                                                           | —                        | 2005                 | — |
| Stanley, Roy M.                  | Inteligencia fotográfica de la II Guerra Mundial                                                                                                   | —                        | 1981                 | — |
| Wark, Wesley                     | El enemigo final: la inteligencia británica y la Alemania nazi, 1933-1939                                                                          | —                        | 1985                 | — |
| Wark, Wesley                     | "Inocencia criptográfica: Los orígenes de la Inteligencia de Señales en Canadá en la Segunda Guerra Mundial" en Journal of Contemporary History 22 | —                        | 1987                 | — |
| West, Nigel                      | Guerra secreta: la historia de SOE, la organización británica de sabotaje en tiempos de guerra                                                     | —                        | 1992                 | — |
| Winterbotham, F. W.              | El Ultra Secreto | Harper & Row             | 1974                 | — |
| Winterbotham, F. W.              | La conexión nazi | Harper & Row             | 1978                 | — |
| Cowburn, B.                      | Sin capa y sin puñal | Brown Watson, Ltd.       | 1960                 | — |
| Wohlstetter, Roberta             | Pearl Harbor: Advertencia y decisión | —                        | 1962                 | — |

## Guerra Fría

### Inicios
La metamorfosis de la Segunda Guerra Mundial (1939-45) en la Guerra Fría soviético-estadounidense (1945-91) dio un nuevo impulso a los novelistas de espionaje. Atomsk, de Paul Linebarger (más tarde conocido como Cordwainer Smith), escrita en 1948 y publicada en 1949, parece ser la primera novela de espionaje del incipiente conflicto.

El "mundo secreto" del espionaje permitió una situación en la que los escritores podían proyectar lo que quisieran sobre el "mundo secreto". El escritor Bruce Page se quejaba en su libro de 1969 The Philby Conspiracy:
"El problema es que un hombre puede sostener casi cualquier teoría que quiera sobre el mundo secreto, y defenderla contra grandes cantidades de pruebas hostiles por el simple expediente de retirarse detrás de más y más pantallas de misterio interior postulado. Los servicios secretos tienen en común con los masones y los mafiosos que habitan en una penumbra intelectual, una especie de penumbra ambigua en la que es difícil distinguir con certeza entre lo amenazador y lo meramente ridículo. En tales circunstancias, la afinidad humana por el mito y la leyenda se descontrola con facilidad".
Esta incapacidad para saber con certeza lo que ocurre en el "mundo secreto" de los servicios de inteligencia afectó tanto a los libros de ficción como a los de no ficción sobre espionaje. La Guerra Fría y la lucha entre la inteligencia soviética -conocida como KGB a partir de 1954- y la CIA y el MI6 hicieron que el espionaje se convirtiera en un tema popular entre los novelistas. La mayoría de las novelas de espionaje de la Guerra Fría eran en realidad thrillers de acción con poco parecido al trabajo real de los espías. El escritor Malcolm Muggeridge, que había trabajado como espía en la Segunda Guerra Mundial, comentó que los escritores de novelas de espionaje de la Guerra Fría se aficionaron a escribir sobre espionaje "con la misma facilidad que los mentalmente inestables se convierten en psiquiatras o los impotentes en pornógrafos". La ciudad que se consideró la "capital de la Guerra Fría" fue Berlín, debido a su estatus de posguerra, ya que la ciudad estaba dividida entre los dos estados alemanes, mientras que Gran Bretaña, Francia, la Unión Soviética y Estados Unidos tenían zonas de ocupación en Berlín. Como resultado, Berlín fue un hervidero de espionaje durante la Guerra Fría, con la ciudad llena de espías estadounidenses, británicos, alemanes orientales, franceses, soviéticos y alemanes occidentales; se calcula que había una media de unos 8.000 espías en Berlín en un momento dado durante la Guerra Fría. Como Berlín era un centro de espionaje, la ciudad era con frecuencia escenario de novelas y películas de espías. Además, la construcción del Muro de Berlín en 1961 convirtió a la muralla en un símbolo de la tiranía comunista, lo que aumentó aún más el atractivo para los escritores occidentales de ambientar una novela de espías de la Guerra Fría en Berlín. Quizás la historia más memorable ambientada en Berlín fue El espía que surgió del frío, que tanto en la novela como en la película terminaba con el desilusionado espía británico Alec Leamas y su amante, la ingenua joven Liz Gold, derribados mientras intentaban cruzar el Muro de Berlín desde Berlín Este hacia Berlín Oeste.

#### Británico
Con Secret Ministry (1951), Desmond Cory presentó a Johnny Fedora, el agente secreto con licencia para matar, el asesino autorizado por el gobierno. Ian Fleming, antiguo miembro de la inteligencia naval, le siguió rápidamente con el glamuroso James Bond, el agente secreto 007 del Servicio Secreto Británico, mezcla de oficial de contrainteligencia, asesino y playboy. Quizás el espía de ficción más famoso, Bond fue presentado en Casino Royale (1953). Tras la muerte de Fleming, la franquicia continuó con otros autores británicos y estadounidenses, como Kingsley Amis, Christopher Wood, John Gardner, Raymond Benson, Sebastian Faulks, Jeffery Deaver, William Boyd y Anthony Horowitz. Las novelas de Bond, muy populares en los años 50, inspiraron una serie de películas aún más populares a partir de 1962. El éxito de las novelas y películas de Bond ha influido enormemente en la imagen popular de la labor de los espías, aunque el personaje de Bond sea más un asesino que un espía.

A pesar del éxito comercial de las extravagantes novelas de Fleming, John le Carré, él mismo un antiguo espía, creó protagonistas antiheroicos que luchaban con las cuestiones éticas implicadas en el espionaje y a veces recurrían a tácticas inmorales. Le Carré describió a los espías como personas que viven en un mundo moralmente gris, teniendo que tomar constantemente decisiones moralmente dudosas en una lucha esencialmente amoral en la que las mentiras, la paranoia y la traición son la norma para ambos bandos. En la novela más conocida de Le Carré, El espía que surgió del frío (1963), el protagonista, Alec Leamas, se ve a sí mismo sirviendo en "...una guerra librada a pequeña escala, a corta distancia" y se queja de haber visto a demasiada "gente engañada y engañadora, vidas enteras tiradas por la borda, gente fusilada y en prisión, grupos y clases enteras de hombres descartados por nada". El héroe de clase media de Le Carré, George Smiley, es un espía de mediana edad agobiado por una esposa infiel de clase alta que le pone los cuernos públicamente por deporte. Los académicos estadounidenses Norman Polmar y Thomas Allen describieron a Smiley como el espía de ficción con más probabilidades de tener éxito como espía real, citando la descripción que hace de él Le Carré en A Murder of Quality:
"La oscuridad era su naturaleza, así como su profesión. Los caminos del espionaje no están poblados por los descarados y coloridos aventureros de la ficción. Un hombre que, como Smiley, ha vivido y trabajado durante años entre los enemigos de su país sólo aprende una oración: que nunca, nunca se fijen en él. La asimilación es su máximo objetivo, aprende a amar a las multitudes que pasan junto a él en la calle sin mirarle; se aferra a ellas por su anonimato y su seguridad. Su miedo le hace servil: podría abrazar a los compradores que le empujan en su impaciencia y le obligan a abandonar la acera. Podría adorar a los funcionarios, a la policía, a los conductores de autobús, por la tersa indiferencia de sus actitudes.

Pero este miedo, este servilismo, esta dependencia habían desarrollado en Smiley una percepción del color de los seres humanos: una sensibilidad rápida y femenina hacia sus caracteres y motivos. Conocía a la humanidad como un cazador conoce su tapadera, como un zorro el bosque. Porque un espía debe cazar mientras es cazado, y la multitud es su patrimonio. Podría recoger sus gestos, registrar la interacción de miradas y movimientos, como un cazador puede registrar los helechos retorcidos y las ramas rotas, o como un zorro detecta las señales de peligro".
Al igual que Le Carré, Graham Greene, antiguo oficial de los servicios de inteligencia británicos, también examinó la moralidad del espionaje en novelas de izquierdas y antiimperialistas como El corazón del asunto (1948), ambientada en Sierra Leona, la seriocómica Nuestro hombre en La Habana (1959), que transcurre en Cuba bajo el régimen del dictador Fulgencio Batista antes de su derrocamiento en la Revolución cubana (1953-59), y El Factor Humano(1978), sobre los intentos de un agente del MI6 por descubrir a un topo en la Sudáfrica de la época del apartheid.Greene había trabajado como agente del MI6 en Freetown, una importante base naval británica durante la Segunda Guerra Mundial, en busca de espías alemanes que transmitieran por radio información sobre los movimientos de los barcos a la Kriegsmarine, experiencias que inspiraron El corazón del asunto. El oficial del caso de Greene durante la Segunda Guerra Mundial fue Harold "Kim" Philby, que más tarde, en 1963, se reveló que era un espía soviético de larga data, que había sido reclutado por la inteligencia soviética a principios de la década de 1930 mientras era estudiante en Cambridge. La novela de espionaje más conocida de Greene, El americano tranquilo (1955), ambientada en Vietnam en 1952, presentaba como villano a una versión apenas disfrazada del verdadero oficial de inteligencia estadounidense, el general de división Edward Lansdale. Greene había cubierto la guerra de Vietnam en 1951-52 como corresponsal de prensa, donde conoció a Lansdale, que aparece en El americano tranquilo como Alden Pyle, mientras que el personaje de Thomas Fowler, un periodista británico cínico pero de buen corazón en Saigón, se basó en parte en él mismo.
El MI6 se sintió indignado por Nuestro Hombre en La Habana, con su historia de James Wormold, un vendedor británico de aspiradoras en Cuba, reclutado para trabajar para el MI6, que embauca a sus jefes vendiéndoles diagramas de aspiradoras, que convence al MI6 de que en realidad son diagramas de misiles soviéticos. El MI6 presionó para que se procesara a Greene por violar la Ley de Secretos Oficiales, alegando que revelaba demasiado sobre los métodos del MI6 en Nuestro hombre en La Habana, pero decidió no acusar a Greene por temor a que procesarlo sugiriera que la imagen poco halagüeña del MI6 en Nuestro hombre en La Habana se basaba en la realidad. El hermano mayor de Greene, Herbert, un estafador profesional, había trabajado brevemente como espía para los japoneses en los años 30 antes de que sus jefes se dieran cuenta de que los "secretos" que les vendía no eran más que información sacada de los periódicos. El torpe vendedor de aspiradoras Wormold de Nuestro hombre en La Habana parece inspirado en Herbert Greene. En El factor humano, Greene volvió a retratar al MI6 bajo una luz muy poco simpática, describiendo al gobierno británico como partidario del régimen del apartheid de Sudáfrica porque era prooccidental, mientras que el protagonista del libro, el oficial del MI6 Maurice Castle, casado con una sudafricana negra, proporciona información al KGB para frustrar las operaciones del MI6. Gran parte de la trama de El factor humano giraba en torno a un plan secreto de los gobiernos británico, estadounidense y alemán occidental para comprar oro sudafricano al por mayor con el fin de estabilizar la economía de Sudáfrica, que Greene presentaba como fundamentalmente amoral, argumentando que las potencias occidentales estaban traicionando sus valores al apoyar al gobierno supremacista blanco sudafricano. Hubo mucha polémica cuando poco después de la publicación de El factor humano salió a la luz que dicho plan se había llevado a cabo de hecho, lo que dio lugar a muchas especulaciones sobre si se trataba de una mera coincidencia o si Greene tenía más acceso a información secreta de lo que aparentaba. También se especuló mucho con que el personaje de Maurice Castle estuviera inspirado en Philby, pero Greene lo negó sistemáticamente. Otros novelistas siguieron un camino similar. El anónimo espía protagonista de El expediente IPCRESS (1962), Caballo bajo el agua (1963), Funeral en Berlín (1964) y otras, de Len Deighton, es un hombre de clase trabajadora con una visión negativa del "establishment".
Otros ejemplos notables de ficción de espionaje durante este periodo también se construyeron en torno a personajes recurrentes. Entre ellos cabe citar la serie "John Craig" de James Mitchell, escrita bajo el seudónimo de "James Munro", que comienza con El hombre que vendió la muerte (1964); y la serie de novelas de espionaje Quiller de Trevor Dudley-Smith, escrita bajo el seudónimo de "Adam Hall", que comienza con El memorándum de Berlín (US: The Quiller Memorandum, 1965), un híbrido de glamur y suciedad, Fleming y Le Carré; y el fantástico Michael Jagger de William Garner en Overkill (1966), The Deep, Deep Freeze (1968), The Us or Them War (1969) y A Big Enough Wreath (1974).
Otros escritores británicos importantes que se iniciaron en la ficción de espionaje durante este periodo son Padraig Manning O'Brine, Killers Must Eat (1951); Michael Gilbert, Be Shot for Sixpence (1956); Alistair MacLean, The Last Frontier (1959); Brian Cleeve, Assignment to Vengeance (1961); Jack Higgins, The Testament of Caspar Schulz (1962); y Desmond Skirrow, It Won't Get You Anywhere (1966). Las series de Dennis Wheatley "Gregory Sallust" (1934-1968) y "Roger Brook" (1947-1974) también se escribieron en gran parte durante este periodo.
Entre los personajes recurrentes de esta época destacan Philip McAlpine, de Adam Diment, un petimetre fumador de hachís en las novelas The Dolly Dolly Spy (1967), The Great Spy Race (1968), The Bang Bang Birds (1968) y Think, Inc. (1971); la serie "David Callan" de James Mitchell, escrita en su propio nombre, que comienza con Red File for Callan (1969); el John Morpurgo de William Garner en Think Big, Think Dirty (1983), Rats' Alley (1984) y Zones of Silence (1986); y la serie "Peter Marlow" de Joseph Hone, que comienza con The Private Sector (1971), ambientada durante la Guerra de los Seis Días (1967) de Israel contra Egipto, Jordania y Siria. En todas estas series, la escritura es literaria y el oficio creíble.
Ejemplos notables del estilo periodístico y de la acertada integración de personajes de ficción con acontecimientos históricos fueron las novelas político-militares El día del Chacal (1971), de Frederick Forsyth, y El ojo de la aguja (1978), de Ken Follett. Con la explosión de la tecnología, Craig Thomas, lanzó el tecno-thriller con Firefox (1977), que describe el robo angloamericano de un avión a reacción soviético superior.
Otros escritores británicos importantes que se iniciaron en la ficción de espionaje durante este periodo son Ian Mackintosh, A Slaying in September (1967); Kenneth Benton, Twenty-fourth Level (1969); Desmond Bagley, Running Blind (1970); Anthony Price, The Labyrinth Makers (1971); Gerald Seymour, Harry's Game (1975); Brian Freemantle, Charlie M (1977); Bryan Forbes, Familiar Strangers (1979); Reginald Hill, The Spy's Wife (1980); y Raymond Harold Sawkins, como Colin Forbes, Double Jeopardy (1982).
Philip Gooden analiza la ficción británica sobre espionaje en cuatro categorías: profesionales, aficionados, dandis y tipos literarios.

#### Americano
Durante la guerra, E. Howard Hunt escribió su primera novela de espionaje, East of Farewell (1943). En 1949 se incorporó a la recién creada CIA y siguió escribiendo novelas de espionaje durante muchos años. Paul Linebarger, especialista en China de la CIA, publicó en 1949 Atomsk, la primera novela de la Guerra Fría. Durante la década de 1950, la mayoría de las historias de espionaje estadounidenses no trataban sobre la CIA, sino sobre agentes de la Oficina Federal de Investigación ("Federal Bureau of Investigation", FBI) que localizaban y detenían a espías soviéticos. La imagen popular estadounidense del FBI era la de un "superpolicía fríamente eficiente" que siempre cumplía con éxito sus funciones. El director del FBI, J.E. Hoover, había cultivado durante mucho tiempo la prensa estadounidense y Hollywood para promover una imagen favorable del FBI. En 1955, Edward S. Aarons empezó a publicar la serie "Assignment" de la CIA de Sam Durell, que comenzó con Assignment to Disaster (1955). Donald Hamilton publicó Death of a Citizen (1960) y The Wrecking Crew (1960), iniciando la serie protagonizada por Matt Helm, un asesino y agente de contrainteligencia de la CIA.
El General de División Edward Lansdale, un carismático oficial de inteligencia al que se atribuye la autoría intelectual de la derrota de la rebelión comunista Huk en Filipinas, inspiró varias versiones ficticias de sí mismo. Además de para El americano tranquilo, apareció como Coronel Edwin Barnum en El americano feo (1958), de William J. Lederer y Eugene Burdick, y como Coronel Lionel Teryman en la novela La Mal Jaune (1965), del escritor francés Jean Lartéguy. El americano feo se escribió como refutación de El americano tranquilo, en la que el idealista coronel Barnum, que opera en Sarkhan, una nación ficticia del sudeste asiático parecida a Vietnam, muestra la forma de derrotar a las guerrillas comunistas comprendiendo a la población local, del mismo modo que Lansdale, con su comprensión y simpatía por los filipinos de a pie, logró derrotar a las guerrillas comunistas huk. El americano feo estaba muy influido por la teoría de la modernización, que sostenía que el comunismo era algo parecido a una enfermedad infantil, ya que la teoría de la modernización sostenía que, a medida que las naciones del Tercer Mundo se modernizaban, esto creaba tensiones socioeconómicas que una despiadada minoría de comunistas explotaba para hacerse con el poder; lo que se necesitaba de Estados Unidos eran expertos que conocieran las preocupaciones locales para derrotar a los comunistas hasta que se completara el proceso de modernización.
La serie de novelas de espionaje Nick Carter-Killmaster, iniciada por Michael Avallone y Valerie Moolman, pero de autor anónimo, llegó a contar con más de 260 libros distintos entre 1964 y principios de la década de 1990, y enfrentaba invariablemente a espías estadounidenses, soviéticos y chinos. Con la proliferación de protagonistas masculinos en el género de ficción de espionaje, escritores y editores de libros también empezaron a sacar novelas de espionaje con una protagonista femenina. Una serie de espionaje notable es The Baroness, protagonizada por una sexy superespía femenina, cuyas novelas están más orientadas a la acción, al estilo de Nick Carter-Killmaster.
Otros autores estadounidenses importantes que se dedicaron a la ficción de espionaje durante este periodo son Ross Thomas, The Cold War Swap (1966). La herencia Scarlatti (1971), de Robert Ludlum, suele considerarse el primer thriller estadounidense de espionaje moderno (glamur y suciedad) en el que pesan la acción y la reflexión. Richard Helms, director general de la CIA de 1966 a 1973, detestaba las novelas de espionaje moralmente grises de Le Carré, que en su opinión dañaban la imagen de la CIA, y animó a Hunt a escribir novelas de espionaje como refutación. Helms tenía la esperanza de que Hunt escribiera una novela de "James Bond americano", que sería adoptada por Hollywood y haría por la imagen de la CIA lo que las novelas de Bond de Fleming hicieron por la imagen del MI6. En los años setenta, Charles McCarry, exagente de la CIA, inició la serie Paul Christopher con El dossier Miernik (1973) y Lágrimas de otoño (1978), bien escritas y con una trama creíble. McCarry era un antiguo agente de la CIA que trabajaba como editor para National Geographic, y su héroe, Christopher, también es un espía estadounidense que trabaja para una versión poco disimulada de la CIA mientras se hace pasar por periodista. Bajo el seudónimo de Trevanian, Roger Whitaker publicó una serie de brutales novelas de espionaje que comenzó con The Eiger Sanction (1972), protagonizada por un amoral coleccionista de arte y asesino de la CIA que aparentemente mata por los Estados Unidos, pero que en realidad lo hace por dinero. Whitaker continuó The Eiger Sanction con The Loo Sanction (1973) y Shibumi (1979). A partir de 1976, con su novela Salvar a la Reina, el periodista conservador estadounidense y antiguo agente de la CIA William F. Buckley publicó la primera de sus novelas Blackford Oakes, protagonizada por un agente de la CIA cuyas ideas políticas coincidían con las del autor. Blackford Oakes fue retratado como una "especie de James Bond estadounidense" que despacha sin piedad a villanos agentes del KGB con mucho aplomo.
El primer tecno-thriller estadounidense fue La caza del Octubre Rojo (1984), de Tom Clancy. En ella, Jack Ryan, analista de la CIA, se convirtió en agente de campo, papel que retomó en la secuela El cardenal del Kremlin (1987).
Otros autores estadounidenses importantes que se dedicaron a la ficción de espionaje durante este periodo son Robert Littell, The Defection of A. J. Lewinter (1973); James Grady, Six Days of the Condor (1974); William F. Buckley Jr, Saving the Queen (1976); Nelson DeMille, The Talbot Odyssey (1984); W. E. B. Griffin, la serie Men at War (1984-); Stephen Coonts, Flight of the Intruder (1986); el autor canadiense-estadounidense David Morrell, The League of Night and Fog (1987); David Hagberg, Without Honor (1989); Noel Hynd, False Flags (1990); y Richard Ferguson, Oiorpata (1990).

### Soviético
La cultura de la Rusia imperial estaba profundamente influenciada por la cultura de Francia, y tradicionalmente las novelas de espionaje en Francia tenían un estatus muy bajo. Una consecuencia de la influencia francesa en la cultura rusa fue que el tema del espionaje solía ser ignorado por los escritores rusos durante el periodo imperial. Tradicionalmente, el tema del espionaje se trataba en la Unión Soviética como una historia de villanos espías extranjeros que amenazaban a la URSS. La organización creada para perseguir a los espías alemanes en 1943, SMERSH, era un acrónimo del eslogan de guerra Smert shpionam! ("¡Muerte a los espías!"), que reflejaba la imagen promovida por el Estado soviético de los espías como una clase de personas que merecían ser asesinadas sin piedad. La imagen desfavorable de los espías hizo que antes de principios de la década de 1960 no hubiera novelas protagonizadas por espías soviéticos, ya que el espionaje se presentaba como una actividad de dudosa reputación a la que sólo se dedicaban los enemigos de la Unión Soviética. A diferencia de Gran Bretaña y Estados Unidos, donde los logros de la inteligencia angloamericana durante la Segunda Guerra Mundial se dieron a conocer en cierta medida poco después de la guerra, como el hecho de que los estadounidenses habían descifrado los códigos navales japoneses (que se supo en 1946) y la operación de engaño británica de 1943, Operación Mincemeat (que se reveló en 1953), en la Unión Soviética no hubo nada equivalente hasta principios de la década de 1960. En las novelas soviéticas anteriores a la década de 1960, en la medida en que se describía el espionaje, se trataba de heroicos exploradores del Ejército Rojo que, durante la Gran Guerra Patria, como se conoce en la Unión Soviética a la guerra contra Alemania, realizaban peligrosas misiones tras las líneas de la Wehrmacht para encontrar información crucial. Las historias de exploradores eran más historias de acción y aventuras que de espionaje propiamente dicho y, en gran medida, siempre presentaban como héroes a los exploradores del Ejército Rojo y no a los chekisty ("chekistas"), como siempre se llama en Rusia a los policías secretos. Los protagonistas de las historias de exploradores casi siempre acababan muertos en el clímax de las historias, renunciando a sus vidas para salvar a la Madre Patria de los invasores alemanes.
En noviembre de 1961, Vladimir Semichastny se convirtió en presidente del KGB y fue enviado a mejorar la imagen de la Chekisty. El acrónimo KGB (Komitet Gosudarstvennoy Bezopasnosti-Comité de Seguridad del Estado) se adoptó en 1954, pero la organización se había fundado en 1917 con el nombre de Cheka. Los frecuentes cambios de nombre de la policía secreta no hicieron mella en el pueblo ruso, que sigue llamando chekisty a cualquier policía secreta. Semichastny consideraba que el legado de la Yezhovshchina ("tiempos de Yezhovz") de 1936-1939 había dado al KGB una reputación temible que él quería borrar, ya que deseaba que la gente corriente tuviera una imagen más favorable y positiva de los chekisty como protectores y defensores de la Unión Soviética en lugar de torturadores y asesinos. Así, Semichastny fomentó la publicación de una serie de novelas de espionaje en las que aparecía el heroico Chekisty defendiendo a la Unión Soviética. Fue también durante la época de Semichastny como presidente del KGB cuando comenzó en la Unión Soviética el culto a los "espías héroes", ya que las publicaciones ensalzaban los logros de espías soviéticos como el coronel Rudolf Abel, Harold "Kim" Philby, Richard Sorge y de los hombres y mujeres que sirvieron en la red de espionaje Rote Kapelle. En vista de la gran popularidad de las novelas de James Bond de Ian Fleming en Gran Bretaña y Estados Unidos, las novelas de espionaje soviéticas de los años sesenta utilizaron las novelas de Bond como inspiración tanto para sus tramas como para sus héroes, aunque la mojigatería soviética respecto al sexo garantizaba que los héroes chekistas no se dedicaran al tipo de mujeriego que hacía Bond. La primera novela al estilo Bond fue La misión Zakhov (1963), del escritor búlgaro Andrei Gulyashki, que había recibido el encargo de Semichastny, y se publicó simultáneamente en ruso y búlgaro. El éxito de La misión Zakhov dio lugar a una novela de continuación, Zakhov contra 007, en la que Gulyashki violaba libremente las leyes inglesas de derechos de autor al utilizar el personaje de James Bond sin el permiso de los herederos de Fleming (había pedido permiso en 1966 y le fue denegado). En Zakhov contra 007, el héroe Avakoum Zakhov derrota a James Bond, que es retratado de forma invertida a como lo retrató Fleming; en Zakhov contra 007, Bond es retratado como un asesino sádico, un violador brutal y un misógino arrogante, lo que contrasta notablemente con el bondadoso y amable Zakhov, que siempre trata a las mujeres con respeto. Zakhov es descrito como un espía, él más como un detective y, a diferencia de Bond, sus gustos son modestos.
En 1966, el escritor soviético Yulian Semiónov publicó una novela ambientada en la Guerra Civil rusa cuyo protagonista era el agente de la Cheka Maxim Maximovich Isaúev. [Inspirado por su éxito, el KGB animó a Semiónov a escribir una secuela, Semnadtsat' mgnoveniy vesny ("Diecisiete momentos de primavera"), que resultó ser una de las novelas de espionaje soviéticas más populares cuando se publicó por entregas en Pravda en enero-febrero de 1969 y luego como libro más tarde en 1969. En Diecisiete momentos de primavera, la historia se sitúa en la Gran Guerra Patria, cuando Isayev se infiltra con el alias de un noble alemán del Báltico, Max Otto von Stierlitz, en el alto mando alemán. La trama de Diecisiete momentos de primavera transcurre en Berlín entre enero y mayo de 1945, durante los últimos días del Tercer Reich, mientras el Ejército Rojo avanza sobre Berlín y los nazis se desesperan cada vez más. En 1973, Semnadtsat' mgnoveniy vesny se convirtió en una miniserie de televisión, que gozó de gran popularidad en la Unión Soviética y convirtió al personaje de Isayev en un fenómeno cultural. El personaje de Isayev desempeña en la cultura rusa, incluso hoy en día, un papel análogo al de James Bond en la cultura británica moderna. Un aspecto de Diecisiete momentos de primavera, tanto la novela como la miniserie de televisión, que ha ofendido a los occidentales, más acostumbrados a ver las historias de espionaje a través del prisma de las trepidantes historias de Bond, es la forma en que Isayev dedica mucho tiempo a interactuar con alemanes corrientes, a pesar de que estas interacciones no hacen avanzar la trama y son meramente superfluas para la historia. Sin embargo, el objetivo de estas escenas es mostrar que Isayev sigue siendo un ser humano moral, sociable y amable con todo el mundo, incluidos los ciudadanos del Estado con el que su país está en guerra. A diferencia de Bond, Isayev es fiel a su esposa, a la que ama profundamente, y a pesar de haber pasado al menos diez años como espía en Alemania y de haber tenido innumerables oportunidades de acostarse con atractivas mujeres alemanas, sigue siéndole fiel. Aunque Isayev es un espía de la NKVD, como se conocía a la policía secreta soviética entre 1934 y 1946, en Semnadtsat' mgnoveniy vesny (que transcurre en 1945) se afirma de forma bastante explícita que abandonó la Unión Soviética para ir de incógnito a la Alemania nazi "hace más de diez años", lo que significa que Isayev no participó en la Yezhovshchina.

### Posterior
La Guerra de los Seis Días de junio de 1967 entre Israel y sus vecinos introdujo nuevos temas en la ficción del espionaje: el conflicto entre Israel y los palestinos, con el telón de fondo de las continuas tensiones de la Guerra Fría, y el creciente uso del terrorismo como herramienta política.

### Escritores sobre la Guerra Fría: 1945-1991
| Autor                                                  | Título | Editorial                  | Fecha      | Notas                  |
| ------------------------------------------------------ | --- | -------------------------- | ---------- | ---------------------- |
| Ambrose, Stephen E.                                    | Los espías de Ike: Eisenhower y los servicios de inteligencia                                                             | —                          | 1981       | —                      |
| Andrew, Christopher y Vasili Mitrokhin                 | La espada y el escudo: El Archivo Mitrokhin y la historia secreta del KGB                                                 | Basic Books                | 1991, 2005 | ISBN 0-465-00311-7     |
| Andrew, Christopher y Oleg Gordievsky                  | KGB: La historia interior de sus operaciones exteriores de Lenin a Gorbachov                                              | —                          | 1990       | —                      |
| Aronoff, Myron J.                                      | Las novelas de espionaje de John Le Carré: Equilibrio entre ética y política                                              | —                          | 1999       | —                      |
| Bissell, Richard                                       | Reflexiones de un guerrero del frío: De Yalta a Bahía de Cochinos                                                         | —                          | 1996       | —                      |
| Bogle, Lori, ed.                                       | Espionaje y Espías de la Guerra Fría                                                                                      | —                          | 2001       | ensayos                |
| Christopher Andrew y Vasili Mitrokhin                  | El mundo iba a nuestra manera: La KGB y la batalla por el Tercer Mundo                                                    | —                          | —          | —                      |
| Christopher Andrew y Vasili Mitrokhin                  | El Archivo Mitrokhin: La KGB en Europa y Occidente                                                                        | Gardners Books             | 2000       | ISBN 978-0-14-028487-4 |
| Colella, Jim                                           | Mi vida como espía mafioso italiano                                                                                       | —                          | 2000       | —                      |
| Craig, R. Bruce                                        | La duda traicionera: El caso del espía Harry Dexter                                                                       | University Press of Kansas | 2004       | ISBN 978-0-7006-1311-3 |
| Dorril, Stephen                                        | MI6: Dentro del mundo secreto del Servicio Secreto de Inteligencia de Su Majestad                                         | —                          | 2000       | —                      |
| Dziak, John J.                                         | Chekisty: Historia del KGB                                                                                                | —                          | 1988       | —                      |
| Gates, Robert M.                                       | Desde las sombras: La historia de cinco presidentes y cómo ganaron la Guerra Fría                                         | —                          | 1997       | —                      |
| Frost, Mike y Michel Gratton                           | Mundo espía: Dentro de los servicios de inteligencia canadienses y estadounidenses                                        | Doubleday Canada           | 1994       | —                      |
| Haynes, John Earl, y Harvey Klehr                      | Venona: Descifrando el espionaje soviético en América                                                                     | —                          | 1999       | —                      |
| Helms, Richard                                         | Una mirada por encima del hombro: Una vida en la Agencia Central de Inteligencia                                          | —                          | 2003       | —                      |
| Koehler, John O.                                       | Stasi: La historia no contada de la policía secreta de Alemania Oriental                                                  | —                          | 1999       | —                      |
| Persico, Joseph                                        | Casey: Vidas y secretos de William J. Casey: de la OSS a la CIA                                                           | —                          | 1991       | —                      |
| Murphy, David E., Sergei A. Kondrashev y George Bailey | El campo de batalla de Berlín: CIA vs. KGB en la Guerra Fría                                                              | —                          | 1997       | —                      |
| Prados, John                                           | Las guerras secretas de los presidentes: operaciones encubiertas de la CIA y el Pentágono desde la Segunda Guerra Mundial | —                          | 1996       | —                      |
| Rositzke, Harry                                        | Las operaciones secretas de la CIA: Espionaje, contraespionaje y acción encubierta                                        | —                          | 1988       | —                      |
| Srodes, James                                          | Allen Dulles: Maestro de espías                                                                                           | Regnery                    | 2000       | Jefe de la CIA en 1961 |
| Sontag Sherry, y Christopher Drew                      | El engaño del ciego: La historia no contada del espionaje submarino estadounidense                                        | Harper                     | 1998       | —                      |
|                                                        | Enciclopedia de espionaje, espías y operaciones secretas de la Guerra Fría                                                | Greenwood Press            | 2004       | —                      |

- Anderson, Nicholas NOC Enigma Books 2009 – Posguerra fría
- Ishmael Jones El factor humano: Dentro de la disfuncional cultura de inteligencia de la CIA, Encounter Books 2008, rev. 2010

### Escritores de otras nacionalidades
- Michael Ross, El voluntario: The Incredible True Story of an Israeli Spy on the Trail of International Terrorists McClelland & Stewart 2007, rev. 2008
- Jean-Marie Thiébaud, Dictionnaire Encyclopédique International des Abréviations, Singles et Acronyms, Armée et armament, Gendarmerie, Police, Services de renseignement et Services secrets français et étrangers, Espionage, Counterespionage, Services de Secours, Organisations révolutionnaires et terroristes, París, L'Harmattan, 2015, 827 pEl periodista francés Gérard de Villiers empezó a escribir su serie SAS en 1965. La franquicia se extiende ahora a 200 títulos y 150 millones de libros.
- Julian Semyonov fue un influyente escritor de novelas de espionaje en el bloque del Este, cuyas novelas y series de novelas presentaban a un espía ruso blanco en la URSS; a Max Otto von Stierlitz, un topo soviético en el Alto Mando nazi, y a Felix Dzerzhinsky, fundador de la Cheka. En sus novelas, Semiónov abarcó gran parte de la historia de la inteligencia soviética, desde la Guerra Civil rusa (1917-1923), pasando por la Gran Guerra Patria (1941-45), hasta la Guerra Fría ruso-estadounidense (1945-91).
- El autor sueco Jan Guillou también empezó a escribir su serie Coq Rouge, protagonizada por el espía sueco Carl Hamilton, durante este periodo, a partir de 1986.

## Posguerra Fría
El final de la Guerra Fría en 1991 hizo que la URSS, Rusia y otros países del Telón de Acero se convirtieran en enemigos creíbles de la democracia, y el Congreso de Estados Unidos llegó a considerar la posibilidad de disolver la CIA. Los escritores de novelas de espionaje se encontraron temporalmente sin enemigos evidentes. El New York Times dejó de publicar una columna de reseñas de novelas de espionaje. No obstante, contando con el aficionado, las editoriales siguieron publicando novelas de espionaje de escritores populares durante la época de la Guerra Fría, entre ellas El fantasma de la ramera (1991), de Norman Mailer.
En Estados Unidos, las nuevas novelas Moscow Club (1991), de Joseph Finder, Coyote Bird (1993), de Jim DeFelice, Masquerade (1996), de Gayle Lynds, y The Unlikely Spy (1996), de Daniel Silva, mantuvieron la novela de espionaje en el mundo de la posguerra fría. Otros autores estadounidenses importantes que se iniciaron en la ficción de espionaje durante este periodo son David Ignatius, Agents of Innocence (1997); David Baldacci, Saving Faith (1999); y Vince Flynn, con Term Limits (1999) y una serie de novelas protagonizadas por el experto en contraterrorismo Mitch Rapp.
En 1993, el novelista estadounidense Philip Roth publicó Operación Shylock, un relato de su supuesto trabajo como espía del Mossad en Grecia. El libro se publicó como una novela, pero Roth insistió en que el libro no era una novela, ya que argumentaba que el libro se presentaba sólo como una novela para darle negabilidad. Al final del libro, el personaje de Philip Roth recibe la orden de publicar el relato como novela, y termina con el personaje de Roth diciendo: "Y me convencí de que me interesaba hacerlo... Soy un buen Mossadnik".
En el Reino Unido, Robert Harris se introdujo en el género de espionaje con Enigma (1995). Otros autores británicos importantes que empezaron a trabajar en este periodo son Hugh Laurie, The Gun Seller (1996); Andy McNab, Remote Control (1998); Henry Porter, Remembrance Day (2000); y Charles Cumming, A Spy By Nature (2001).

## Después del 11-S
Los atentados terroristas contra Estados Unidos del 11 de septiembre de 2001 y la posterior Guerra contra el Terror despertaron de nuevo el interés por los pueblos y la política del mundo más allá de sus fronteras. Veteranos del género de espionaje como John le Carré, Frederick Forsyth, Robert Littell y Charles McCarry reanudaron su trabajo, y surgieron muchos autores nuevos.
Entre los escritores británicos que escribieron sus primeras novelas de espionaje durante este periodo destacan Stephen Leather, Hard Landing (2004); y William Boyd, Restless (2006).
Entre los nuevos escritores estadounidenses figuran Brad Thor, Los leones de Lucerna (2002); Ted Bell, Hawke (2003); Alex Berenson, con la primera aparición de John Wells en El espía fiel (2006); Brett Battles, El limpiador (2007); Ellis Goodman, Soportar cualquier carga (2008); Olen Steinhauer, El turista (2009); y Richard Ferguson, Oiorpata (2012). Otros escritores consagrados empezaron a escribir ficción de espionaje por primera vez, como Kyle Mills, Fade (2005) y James Patterson, Private (2010).
El sueco Stieg Larsson, fallecido en 2004, fue el segundo autor más vendido del mundo en 2008 gracias a su serie Millennium, protagonizada por Lisbeth Salander y publicada póstumamente entre 2005 y 2007. Otros autores destacados son el australiano James Phelan, a partir de Fox Hunt (2010).
Reconociendo la importancia del género de suspense, incluida la ficción de espionaje, en 2004 se creó la International Thriller Writers (ITW), que celebró su primera conferencia en 2006.

## Ficción de espionaje desde dentro
Muchos autores de ficción de espionaje han sido agentes de inteligencia al servicio de agencias británicas como el MI5 o el MI6, o de agencias estadounidenses como la OSS o su sucesora, la CIA. La ficción de espionaje "desde dentro" tiene un especial derecho a la autenticidad y se solapa con los relatos biográficos y otros relatos documentales de los servicios secretos.
La primera ficción desde dentro surgió tras la Primera Guerra Mundial en forma de reminiscencias poco disimuladas de antiguos oficiales de los servicios de inteligencia británicos, como W. Somerset Maugham, Alexander Wilson y Compton Mackenzie. La tradición continuó durante la Segunda Guerra Mundial con Helen MacInnes y Manning Coles.
Entre los ejemplos británicos notables del periodo de la Guerra Fría y posteriores se encuentran Ian Fleming, John le Carré, Graham Greene, Brian Cleeve, Ian Mackintosh, Kenneth Benton, Bryan Forbes, Andy McNab y Chris Ryan. En Estados Unidos destacan Charles McCarry, William F. Buckley Jr., W. E. B. Griffin y David Hagberg.
Muchas de las novelas de época posteriores al 11-S están escritas por personas con información privilegiada. En la CIA, el número de manuscritos enviados para su revisión previa a la publicación se duplicó entre 1998 y 2005. Entre los ejemplos estadounidenses se incluyen Barry Eisler, Un asesinato limpio en Tokio (2002); Charles Gillen, Estación Saigón (2003); R J Hillhouse, Rift Zone (2004); Gene Coyle, El mercader de sueños de Lisboa (2004) y No es juego para aficionados (2009); Thomas F. Murphy, Al filo de la lealtad (2005); Mike Ramsdell, Un tren a Potevka (2005); T. H. E. Hill, Voces bajo Berlín (2008); Duane Evans, Al norte de Calcuta (2009); Jason Matthews, Gorrión rojo (2013); y T.L. Williams, Día cero: Las ciberguerras de China (2017).
Algunos ejemplos británicos son El robo del código (2001), de Alan Stripp, antiguo criptógrafo de Bletchley Park; En peligro (2004), Activo secreto (2006), Acción ilegal (2007) y Línea muerta (2008), de Dame Stella Rimington (directora general del MI5 entre 1992 y 1996); y Spycatcher (2011), de Matthew Dunn, y sus secuelas.

## Televisión y cine de espionaje

### Cine
Gran parte de la ficción de espionaje se adaptó como películas de espías en la década de 1960, desde la fantástica serie de James Bond hasta la realista El espía que surgió del frío (1965), pasando por la híbrida The Quiller Memorandum (1966). Mientras que las novelas de Hamilton, Matt Helm, eran adultas y estaban bien escritas, sus interpretaciones cinematográficas eran parodias adolescentes. Este fenómeno se extendió ampliamente por Europa en la década de 1960 y se conoce como el género del euroespionaje.
Entre las películas de espionaje en inglés de la década de 2000 figuran La identidad Bourne (2002), Misión Imposible (1996), Múnich (2005), Syriana (2005) y El jardinero fiel (2005).
Entre las comedias centradas en el espionaje figuran S*P*Y*S (1974), Spies Like Us (1985) y la serie de películas de Austin Powers protagonizadas por Mike Myers.

### Televisión
La adaptación estadounidense de Casino Royale (1954) presentó a Jimmy Bond en un episodio de la serie antológica Clímax! El tono narrativo del espionaje televisivo osciló entre el dramatismo de Danger Man (1960-68), el socarronismo de The Man from U.N.C.L.E (1964-68) y la ligereza de I Spy (1965-68) hasta que la exageración, afín a la de William Le Queux y E. Phillips Oppenheim antes de la Primera Guerra Mundial (1914-18), degeneró en la parodia de Get Smart (1965-70).
En 1973, la novela de Semiónov Diecisiete momentos de primavera (1968) fue adaptada a la televisión como una miniserie de doce capítulos sobre el espía soviético Maksim Isaev, que operaba en la Alemania nazi en tiempos de guerra como Max Otto von Stierlitz, encargado de impedir una paz separada entre la Alemania nazi y América que excluyera a la URSS. El programa TASS Is Authorized to Declare... también deriva de su trabajo.
Sin embargo, el círculo se cerró a finales de la década de 1970, cuando The Sandbaggers (1978-80) presentó la dureza y la burocracia del espionaje.
En la década de 1980, la televisión estadounidense presentó los programas de espionaje ligero Airwolf (1984-87) y MacGyver (1985-92), cada uno de ellos enraizado en la Guerra Fría, pero que reflejaba la desconfianza de los ciudadanos estadounidenses en su Gobierno, después de que salieran a la luz los crímenes del Gobierno de Nixon (el espionaje interno y político del escándalo Watergate y la guerra de Vietnam). Los héroes espías eran independientes del gobierno; MacGyver, en episodios posteriores y después de trabajar para el DXS, trabaja para un grupo de expertos privado sin ánimo de lucro, y el aviador Hawke y dos amigos se dedican a aventuras por libre. Aunque cada serie cuenta con una agencia de inteligencia, la DXS en MacGyver, y la FIRM, en Airwolf, sus agentes podían servir alternativamente tanto de adversarios como de aliados para los héroes.
Entre los programas televisivos de espionaje de finales de los 90 y principios de 2010 figuran La femme Nikita (1997-2001), Alias (2001-2006), 24 (2001-2010, 2014), Spooks en el Reino Unido (estrenada como MI-5 en Estados Unidos y Canadá) (2002-2011), NCIS (2003-presente), The Secret Show de CBBC (2006-2011), Chuck de NBC (2007-2012), Archer de FX (2009-presente), Burn Notice, Covert Affairs, Homeland y The Americans.
En 2015, Deutschland 83 es una serie de televisión alemana protagonizada por un joven de 24 años originario de Alemania del Este que es enviado a Occidente como espía encubierto para la HVA, la agencia de inteligencia exterior de la Stasi.

## Para niños y adolescentes

### Libros y novelas
En todos los medios, los thrillers de espionaje introducen a niños y adolescentes en el engaño y el espionaje a edades tempranas. El género abarca desde la acción y la aventura, como la serie Alpha Force de Chris Ryan, pasando por los dramas de espionaje histórico de Y. S. Lee, hasta la orientación femenina de la serie Gallagher Girls de Ally Carter, que comienza con Te diría que te quiero, pero entonces tendría que matarte.
Algunos ejemplos destacados son la película del Agente Cody Banks, las novelas de aventuras de Alex Rider, de Anthony Horowitz, y la serie CHERUB, de Robert Muchamore. Ben Allsop, uno de los novelistas más jóvenes de Inglaterra, también escribe novelas de espionaje. Entre sus títulos figuran Sharp y The Perfect Kill.
Otros autores que escriben para adolescentes son A. J. Butcher, Joe Craig, Charlie Higson, Andy McNab y Francine Pascal.

### Películas y series
Las películas de espionaje dirigidas a un público más joven incluyen películas como la serie Spy Kids y Mi vecino es un espía. Los programas y series de esta categoría también incluyen una subtrama de Phineas y Ferb que sigue a Perry el Ornitorrinco en su intento de sabotear los planes de Doofenshmirtz de apoderarse de la geográficamente ambigua zona triestatal. Sin embargo, el programa de Cartoon Network Codename: Kids Next Door se centra exclusivamente en la organización homónima Kids Next Door, formada por niños espía y niños soldado que luchan y espían a villanos adultos y adolescentes, que son personificaciones de las cosas que no les gustan a los niños cuando crecen (por ejemplo, el acoso, el castigo, los deberes, ir al dentista, ir al colegio, que te obliguen a comer verduras, que te prohíban beber refrescos, los padres helicóptero, las clases de piano y los azotes), y aunque no son servicios de inteligencia tradicionales patrocinados por el gobierno, los Kids Next Door se promocionan como tales. Otro ejemplo de serie infantil del género de espionaje es Kim Possible, de Disney, que se centra en la protagonista homónima mientras lucha contra villanos megalómanos de forma similar a James Bond, al tiempo que frustra los malvados planes del principal antagonista de la serie, el Dr. Drakken.

## Videojuegos, juegos de mesa y parques temáticos
En los videojuegos digitales contemporáneos, el jugador puede ser un espía vicario, como en Team Fortress 2 y la serie Metal Gear, especialmente en la tercera entrega de la serie, Metal Gear Solid, a diferencia de los juegos del género de disparos en tercera persona, Syphon Filter y Splinter Cell. Los juegos presentan historias complejas e imágenes cinematográficas. Juegos como No One Lives Forever y su secuela No One Lives Forever 2: A Spy in H.A.R.M.'s Way combinan con humor el espionaje y el diseño de los años sesenta. Evil Genius, un juego de estrategia en tiempo real y contemporáneo de la serie No One Lives Forever, permite al jugador asumir el papel del villano en un escenario fuertemente influenciado por la ficción de thrillers de espionaje como la serie James Bond.
La serie Deus Ex, en particular Deus Ex: Human Revolution y Deus Ex: Mankind Divided, son también ejemplos de ficción de espionaje. El protagonista, Adam Jensen, debe utilizar con frecuencia el espionaje y el sigilo para obtener información sensible para diversos clientes y asociados.
Top Secret, TSR, Inc. (1980) es un juego de rol de mesa contemporáneo con temática de espionaje.
James Bond 007: Role-Playing In Her Majesty's Secret Service, Victory Games (1983), es un juego de rol de mesa basado en las novelas de Flemming sobre 007.
Activision publicó Spycraft: The Great Game (1996), que destaca por la colaboración con el ex director de la CIA William Colby y el ex general de división del KGB Oleg Kalugin, que también aparecen en el juego como ellos mismos.
La serie Time Crisis (de disparos con arma de luz) Namco Bandai se centra en las hazañas de una agencia de inteligencia multinacional ficticia llamada VSSE (Vital Situation, Swift Elimination), cuyos agentes, armados con licencia para matar, deben detener a terroristas y villanos megalómanos de forma similar a Misión Imposible y las películas de James Bond.
El parque temático de espionaje Spyland, en la cúpula de recreo Gran Scala, en la provincia de Zaragoza, España, abrió sus puertas en 2012.

## Subgéneros
- Comedia de espías: suele parodiar los clichés y elementos camp característicos del género de espionaje.
- Spy horror: ficción de espionaje con elementos de ficción de terror.
- Spy-fi: ficción de espionaje con elementos de ciencia ficción.
- Spy thriller: el subgénero más común de la ficción de espionaje.

## Escritores notables

### Fallecidos
- Edward Aarons
- Eric Ambler
- Desmond Bagley
- Kenneth Benton
- John Buchan
- William F. Buckley Jr.
- Leslie Charteris
- Erskine Childers
- Tom Clancy
- Andrew Britton
- Brian Cleeve
- Manning Coles
- Jonathan de Shalit
- Sir Arthur Conan Doyle
- Joseph Conrad
- James Fenimore Cooper
- Desmond Cory
- Ian Fleming
- Vince Flynn
- Bryan Forbes
- David Hagberg
- Colin Forbes
- John Gardner
- William Garner
- Michael Gilbert
- Graham Greene
- Adam Hall
- Donald Hamilton
- Jack Higgins
- Reginald Hill
- E. Howard Hunt
- Rudyard Kipling
- Stieg Larsson
- John le Carré
- Gaston Leroux
- Paul Linebarger
- Robert Ludlum
- Charles McCarry
- Helen MacInnes
- Ian Mackintosh
- Alistair MacLean
- Norman Mailer
- Somerset Maugham
- James Munro
- Manning O'Brine
- E. Phillips Oppenheim
- Baronesa Orczy
- Anthony Price
- William Le Queux
- Ibn-e-Safi
- Raymond Harold Sawkins
- Desmond Skirrow
- Cordwainer Smith
- Craig Thomas
- Ross Thomas
- Gérard de Villiers
- Dennis Wheatley
- Alexander Wilson
- Charlie Flowers
- W. E. B. Griffin
- Jason Matthews
- Ted Bell
- Qazi Anwar Hussain

### Con vida
- David Baldacci
- Brett Battles
- Raymond Benson
- Alex Berenson
- William Boyd
- Sean Buckley
- A. J. Butcher
- Ally Carter
- Stephen Coonts
- Gene Coyle
- Joe Craig
- Charles Cumming
- Jeffery Deaver
- Jim DeFelice
- Len Deighton
- Nelson DeMille
- Adam Diment
- David Downing
- Matthew Dunn
- Tatsuya Endo
- Barry Eisler
- Duane Evans
- Joseph Finder
- Richard Ferguson
- Ken Follett
- Frederick Forsyth
- Brian Freemantle
- Alan Furst
- Charles E. Gillen
- Ellis Goodman
- James Grady
- John Griffin
- Jan Guillou
- Robert Harris
- Mick Herron
- Charlie Higson
- T. H. E. Hill
- R J Hillhouse
- Joseph Hone
- Anthony Horowitz
- Noel Hynd
- David Ignatius
- Joseph Kanon
- Hugh Laurie
- Stephen Leather
- Y. S. Lee
- Robert Littell
- Gayle Lynds
- Andy McNab
- Kyle Mills
- David Morrell
- Robert Muchamore
- Thomas F. Murphy
- James Patterson
- James Phelan
- Henry Porter
- Mike Ramsdell
- Stella Rimington
- Chris Ryan
- Gerald Seymour
- Daniel Silva
- Olen Steinhauer
- Alan Stripp
- Khaled Talib (cortina de humo)
- Ron Terpening
- Brad Thor
- T.L. Williams